# سمنكان
سمنكان (سابقًا: يوكراتيديا؛ ثم أيباك)  مدينة أفغانية تقع في شمال أفغانستان وهي عاصمة ولاية سمنكان ومقاطعة التي تحمل الاسم نفسه وهي محطة قوافل من العصور الوسطى. وهي تحتوي على أطلال تلك الفترة في مكان يُعرف الآن باسم تخت رستم ‏، والذي يقع على تل فوق المدينة، وذلك باعتبارها مدينة قديمة ومركزًا بوذيًا رئيسيًا خلال القرنين الرابع والخامس تحت حكم حكام كوشان آنذاك.
في عام 2021، سيطرت طالبان على المدينة خلال هجوم طالبان عام 2021. وصرح نائب الوالي صفات الله سمنكاني لوكالة فرانس برس للأنباء أن القوات الحكومية انسحبت من المدينة دون قتال بعد أن طلب ممثلو المجتمع المحلي تجنيبها المزيد من العنف. في نفس اليوم، انشق آصف عظيمي، عضو مجلس الشيوخ السابق من سمنكان وأمراء الحرب البارزين من حزب الجمعية الإسلامية، إلى طالبان. وقال عظيمي إن مئات الرجال الذين كانوا تحت إمرته انشقوا أيضا إلى طالبان. كما اتفق الرئيس أشرف غني وقادة سياسيون آخرون على تشكيل مركز قيادة مشترك للتنسيق والمساعدة مع قوى الانتفاضة العامة.

## تاريخ
أقدم تاريخ معروف مرتبط بتحديد المكان من قبل بطليموس كمكان لفارني ‏ أو أورني ومدينة سمنكان المحصنة على ضفاف نهر خلم ‏، المطابقة للمدينة الواقعة على نهر دارغيدوس، جنوب شرق زارياسبا / بلخ. الآثار التي عُثر عليها هنا تؤسس المدينة التي أسسها اوكراتید الأول، ملك بخترية. كانت تعرف آنذاك باسم اوكراتیديا، بحجم مدينة خولم الحالية.
يرجع تاريخ المدينة التاريخية إلى عهد أسرة كوشان خلال القرنين الرابع والخامس عندما كانت مركزًا بوذيًا شهيرًا. شاهد على هذه الفترة الآن في شكل أنقاض في مكان يسمى تخت رستم ‏ الذي يقع على بعد 3 كم من المدينة على قمة تل. جاء العرب والمغول إلى هذا المكان عندما كان مشهورًا بالفعل كمركز ديني بوذي.
تخت رستم ‏ مكان تاريخي حيث يمكن رؤية آثار الثقافة الدينية البوذية. تمثل الستوبا البوذية هنا على شكل تل، وتقع على قمة التل، أقرب رابط لتطور العمارة البوذية.
أيباك هو الاسم الذي أُطلق على هذا المكان عندما كانت القوافل تتوقف هنا خلال فترة العصور الوسطى.
في عام 2021، شنت حركة طالبان هجومًا عسكريًا على مستوى البلاد بالتزامن مع انسحاب القوات الأمريكية. تم الاستيلاء على أيبك في 9 أغسطس 2021، لتصبح سادس عاصمة إقليمية تسقط في أيدي طالبان بعد هجوم نهاية الأسبوع.

## التراث التاريخي
يوجد في سامنغان أحد المواقع الأثرية المعروفة في أفغانستان، في تخت رستم ‏ والكهوف البوذية والأبراج البوذية المجاورة على قمة تل، شمال ممرات هندو كوش. في هذا الموقع، تم حفر الكهوف في الصخور وسكنها البوذيون . ستوبا البوذية هنا على شكل تل. يمثل أول رابط لتطور العمارة البوذية في أفغانستان. موقع تراثي آخر هو مقاطعة هزار سموش ‏ التي تبعد حوالي 10 على بعد كيلومتر من المدينة.

### تخت رستم

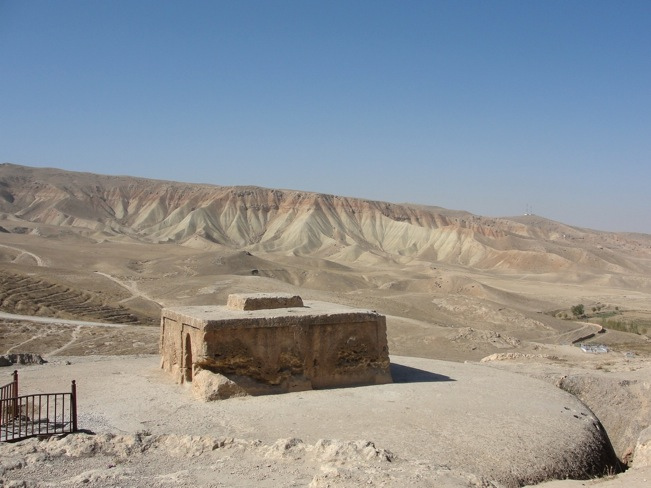
منظر من أعلى ستوبا ودير تخت رستم على بعد بضعة كيلومترات خارج أيباك

تخت رستم (أيباك)، التي تعني حرفيًا «عرش رستم»، سميت على اسم رستم، المحارب الأسطوري في الأساطير الفارسية، وهي مستوطنة على قمة تل. يعود تاريخه إلى القرنين الرابع والخامس من فترة كوشان الساسانية، وهو ما تؤكده الأدلة الأثرية والمعمارية والنقود. تقع على بعد 3 كم جنوب غرب مدينة سمنكان. إنه موقع مجمع دير ستوبا المنحوت بالكامل في صخرة الجبل. يحتوي دير التقليد البوذي الرئيسي في ثيرافادا البوذية على خمس غرف، واثنتان عبارة عن ملاذ والآخر عبارة عن سقف مقبب مع تجميل معقد بأوراق اللوتس. في التل المجاور توجد ستوبا، التي تحتوي على هارميكا، مع العديد من الكهوف في قاعدتها. فوق أحد الكهوف، يوجد مبنى مربع به قاعتان للمؤتمرات، إحداهما بمساحة 22 مترًا مربعًا والأخرى دائرية. في أحد هذه الكهوف، كشفت الحفريات الأثرية عن مخبأ للعملات الغزنوية. المعابد البوذية بالقرب من تخت هي 10 أرقام معروفة محليًا باسم Kie Tehe.

### مقاطعة هزار سموش
مقاطعة هزار سموش ‏ هي مركز بوذي قديم آخر في شمال وسط أفغانستان حيث عُثر على العديد من الكهوف وفي أحد هذه الكهوف نُحتت ستوبا بوذية.

## أسطورة

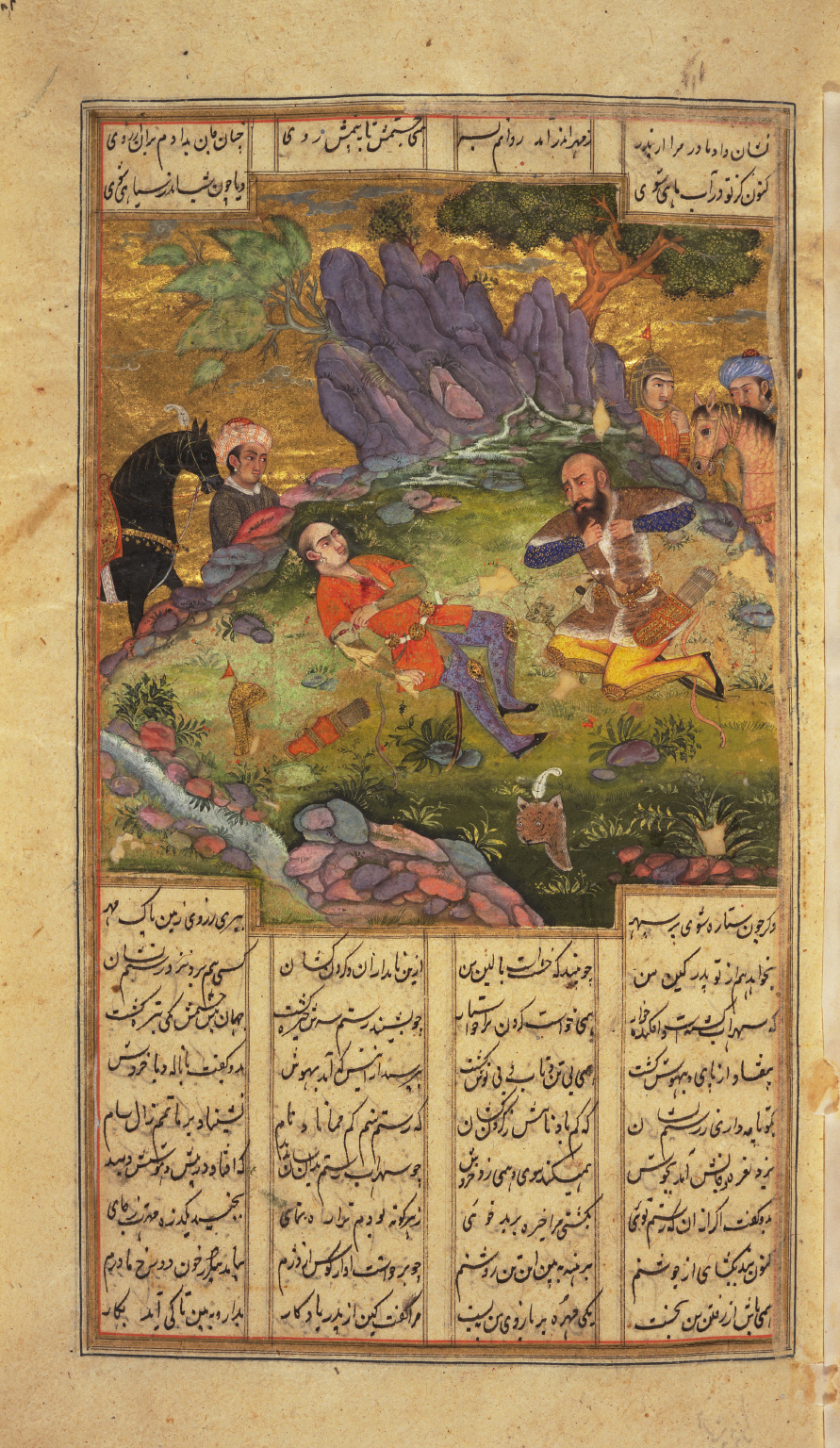
رستم ينعي ابنه سهراب الذي قتله في ساحة المعركة

تربط أسطورة سمنكان بالقصة الملحمية الشهيرة رستم وسهراب. كان رستم (الذي يعني بطل العالم)، بطل إيران الشجاع، في زيارة صيد إلى منطقة سمنكان. أخذ قسطا من الراحة في مكان بالقرب من منطقة سمنكان في قرية شيه أباد. خلال هذا الوقت، سُرق حصانه بموجب خطة هندسية من قبل الملك المحلي، الذي أُعجب ببسالة رستم. أراد الملك المحلي أن يكون رستم حليفًا له. عندما اكتشف رستم أن حصانه، المسمى رخش، قد سُرق، غضب وذهب بحثًا عن الحصان وقاده البحث إلى بلدة سمنكان. عندما وصل إلى أطراف المدينة، جاء ملك سمنكان والوفد المرافق له لاستقباله. ثم هدد رستم ملك سمنكان بعواقب وخيمة إذا لم يُعثر على حصانه، حيث تعقبوا آثار حوافر الحصان حتى القرية. لكن الملك المحلي قام بتهدئة رستم ودعاه إلى قصره كضيف شرف له واستقبله بسخاء. كما وعد رستم بأنه سيرتب لإرسال فرق بحث للعثور على حصانه. وأثناء وجوده في القصر التقت به تامينا ابنة الملك ووقعت في حب رستم. كما وقع رستم في حبها. بموافقة الملك وأهل سمنكان، تزوجت ابنة الحاكم المحلي الجميلة تامينا من رستم. كان الملك مسرورًا بهذا التطور، ثم رتب للعثور على حصان رستم. عاد رستم بعد ذلك إلى وطنه إيران. وطنه. قبل أن يأخذ إجازة من زوجته أعطاها حجر العقيق اليماني الذي تم ربطه بذراعه وقال:
| « | اعتز بهذه الجوهرة، وإذا جعلتك السماء تلد ابنة، فثبيتها في أقفالها، وسوف تحميها من الشر؛ ولكن ان كان لك ان تلد ابنا فثبتيه على ذراعه فيلبسه مثل ابيه. ويكون قويا مثل كرمان، وقامة مثل سام بن نريمان، ونعمة الكلام مثل زال، أبي. | » |

كان كلاهما حزينًا على الفراق. وُلد ابنهما لاحقًا في سمنكان، وسمته باسم سهراب.
قامت تامينه بتربية ابنها بتفان كبير وعلمته كل مهارات الحرب وأصبح قويا جدا. كما أخبرته عن والده رستم وأجداده وإنجازاتهم الباسلة كمحاربين في إيران. كما أعطته الهدايا التي أرسلها له والده. نصحته بأن يحذر من أفراسياب من توران الذي كان عدو والده. بعد معرفة أسلافه ووالده الشجاع، قرر سهراب غزو إيران، كما وعد والدته بأنها ستكون ملكة إيران. بينما كان يمتطي حصانًا كان مهرًا لراكشاك، حصان أبيه، اعتقد أن البشارة كانت جيدة. ومع ذلك، عندما انتقل إلى شن حرب على إيران، التقى بوالده في ساحة المعركة. لم يكن والده على علم بهوية ابنه وكان أفراسياب أراد أن يتقاتل الأب والابن مع بعضهما البعض. قبل أن يقود سهراب جيشه ضد إيران، كان أفراسياب قد خدعه للانضمام إليه في الحرب، مع هدايا مع رسائل تشيد بسهراب على نيته غزو إيران ويخبره كيف أنه «إذا خضعت إيران فسوف يعرف العالم من الآن فصاعدًا السلام، لأنه على رأسه سيضع تاج آل كايانيديا وتوران»". كان هناك خداع ومعلومات كاذبة عن رستم. لم يكن كلاهما على دراية بهوية الآخر وعلاقته عندما واجه كل منهما الآخر في ساحة المعركة. وأصيب سهراب بجروح قاتلة في المعركة الشرسة التي دارت بين الأب وابنه. عندما أصيب سهراب، أعلن عن هويته لرستم وعند سماعه هذا، طغى حزن شديد على رستم وألقى سيفه بعيدًا. كان سهراب حزينًا أيضًا عندما علم أن والده هو الذي واجهه في الحرب وأصابه بجروح قاتلة. ثم أظهر رمز العقيق اليماني الذي كان مربوطاً بدرعه. أدرك رستم أنه كان الجزع الذي أعطاه لزوجته وأنه قتل ابنه حقًا. أعطى كايكافوس، ملك إيران، رستم جرعة الشفاء (Noush Daru) لإنقاذ سهراب لأنه يخشى أن يفقد قوته لتحالف الأب والابن.

## جغرافية
تقع المدينة على ضفاف وادي نهر خلم المتكون أسفل تقاطع جبال هندو كوش وسهوب آسيا الوسطى. يتميز الوادي بأراضي زراعية خصبة للغاية ويتميز بحقوله الخضراء المتدحرجة والتلال على جوانبه. الطريق السريع A76 من كابول-مزار الشريف إلى بدخشان يمر عبر بلدة سمنكان ويمر عبر البازار وساحة البلدة الرئيسية. أقرب المدن الرئيسية هي مزار شريف وبغلان. تشتهر المدينة بعدد سكانها الأوزبك الكبير، كما تُعرض صور الزعيم الأوزبكي المعروف للمقاطعة، الجنرال دوستم، في المدينة.

## الثقافة

### السوق
يحظى السوق الأسبوعي، وهو نشاط تقليدي قديم للمدينة، بشعبية ويقام كل يوم خميس حيث يعرض الحرفيون المتخصصون في الآلات الموسيقية، مثل الدوتار (العود ذو الوترتين) والزربجالي ( أسطوانة مصنوعة من الفخار) منتجاتهم للبيع . يُعرف السوق الخاص هنا باسم بازار أو سوق بائعي العود.

### المطبخ
تشتهر المدينة أيضًا بأرغفة الخبز الأوزبكية، والتي تُباع على جانب الشارع الشهير.

### الصحة
يخدم مستشفى المدينة الولاية بأكملها.

### اللاجئون
يقع مخيم اللاجئين حضراتي سلطان على بعد 70 كيلومتر (43 ميل) إلى الشمال.

## في الثقافة الشعبية
كتب شاعر نورثمبريا الحداثي بازیل بانتینغ [الإنجليزية] قصيدة عن المدينة. «دعهم يتذكرون سمنكان ...» يقف في المركز 32 في أول كتاب Odes في قصائده المجمعة. يعود تاريخ القصيدة إلى عام 1937، وبالتالي لا يمكن أن يكون بانتينغ قد زار المدينة بالفعل؛ على الرغم من أنه سافر لاحقًا إلى الشرق الأوسط، إلا أنه من غير المعروف ما إذا كان قد ذهب إلى أفغانستان من قبل أم لا. ومع ذلك، في نفس العام ولد ابنه الأول (في ويسكونسن) واسمه رستم ؛ من الواضح أن أسطورة رستم وسهراب ألهمت القصيدة وكذلك اسم الطفل. القصيدة نفسها عبارة عن سونيتة غير مقنَّعة، أقل تجريبية من العديد من قصائد بانتينغ القصيرة من تلك الفترة، لكنها ناجحة بأسلوبها الرثائي الخاص.

## روابط خارجية
- دوبري، نانسي هاتش (1977): دليل تاريخي لأفغانستان. الطبعة الأولى: 1970. الطبعة الثانية. منقح ومكبر. منظمة السياحة الأفغانية. Sergei Zharov
- خريطة القمر الصناعي في Maplandia.com